# ヘプトミノ

108種類のヘプトミノ。対称性の違いによって色分けしてある。

ヘプトミノはポリオミノの一種である。7つの正方形を辺に沿ってつなげた形は回転・鏡像によって同じになるものを同一と考えると108種類ある。これらを総称してヘプトミノと呼ぶ。
108種類のヘプトミノは対称性によって分類される。
- 84種類のヘプトミノ（灰色のもの）は対称性を持たない。
- 9種類のヘプトミノ（赤のもの）は、辺に平行な対称軸を1つ持つ。
- 7種類のヘプトミノ（緑のもの）は、対角線を通る対称軸を1つ持つ。
- 4種類のヘプトミノ（青のもの）は、点対称であり180度回転させると元の形になる。
- 3種類のヘプトミノ（紫のもの）は、点対称でありかつ、辺に平行な2つの対称軸を持つ。また、1種類のヘプトミノ（橙のもの）は、点対称でありかつ、対角線を通る対称軸を持つ。

線対称なものは20種類なので、鏡像を別のものとすると196種類となる。

## 造形

穴のあいたヘプトミノ

他のポリオミノと同様に、108種類全部のヘプトミノを使って長方形を作る問題が考えられるが、これに解がないことは自明である。右のヘプトミノには正方形1つ分の穴があり、この穴を他の片で埋めることが出来ないからである。また、7×108+1=757が素数であるため1つ穴が開いた長方形を作ることも不可能である。
複数の合同な「穴が開いた長方形」を作ることは可能である。3つの11×23、4つの5×38、12個の8×8などに作例が存在する。
この片を除いた107片で長方形を作ることを考えると、7 も 107 も素数なので作成可能な長方形の候補が 7×107 のものしかない。この長方形は実際に作ることができる。
片面ヘプトミノに関しても同様に、全部を使用した長方形は作成不可能である。穴のある1片を除いた195個を使用して長方形を作ることはできる。
正方形の代わりに立方体を用いて厚みを持たせた立体ヘプトミノの場合、他の片を使用して穴を埋めることができるため、直方体を作ることができる。